# Siphocampylus giganteus
Siphocampylus giganteus là loài thực vật có hoa trong họ Hoa chuông. Loài này được (Cav.) G.Don miêu tả khoa học đầu tiên năm 1834.